# キングヘビ属
キングヘビ属（キングヘビぞく、Lampropeltis）は、爬虫綱有鱗目ナミヘビ科に分類される属。

## 分布
北アメリカ大陸、南アメリカ大陸

## 形態
全長は50-200cm。
属名Lampropeltisは「輝く鱗」の意。
赤、白（黄）、黒のトリコロールの体色を持つトウブミルクヘビはコブラ科のサンゴヘビ属に擬態した形態を持つことで有名である。他種にも同様のトリコロールの体色を持つ種もいる。

## 生態
草原や森林、農耕地に生息する。
食性は動物食で、魚類、両生類、小型爬虫類、小型の鳥類、小型哺乳類等を食べる。獲物に巻きつき締め殺した後に丸呑みにする。中には毒蛇のガラガラヘビさえも食べてしまう種もいる。
繁殖形態は卵生。

## 分類
以下の分類・英名は、付記のない限りReptile Database(2025)に従う。和名は中井(2021)に従う。
- Lampropeltis abnorma グァテマラミルクヘビ Honduran milk snake
- Lampropeltis alterna ハイオビキングヘビ Gray-banded kingsnake[4]
- Lampropeltis annulata タマウリパスミルクヘビ Mexican milksnake
- Lampropeltis californiae カリフォルニアキングヘビ California kingsnake
- Lampropeltis calligaster プレーリーキングヘビ Prairie kingsnake
- Lampropeltis catalinensis サンタカタリナキングヘビ Santa Catalina kingsnake
- Lampropeltis elapsoides スカーレットキングヘビ Scarlet kingsnake
- Lampropeltis extenuata オミジカキングヘビ（エンチュウヘビ） Short-tailed snake
- Lampropeltis getula コモンキングヘビ（トウブキングヘビ） Common kingsnake
- Lampropeltis greeri デュランゴキングヘビ Greer's kingsnake
- Lampropeltis holbrooki シモフリキングヘビ Speckled kingsnake
- Lampropeltis knoblochi チワワシロハナキングヘビ Madrean mountain kingsnake
- Lampropeltis leonis ヌエボレオンキングヘビ Mexican kingsnake
- Lampropeltis mexicana サンルイスポトシキングヘビ（グレーキングヘビ） Mexican kingsnake
- Lampropeltis micropholis ナンベイミルクヘビ（エクアドルミルクヘビ） Ecuadorian milksnake
- Lampropeltis nigra カスミキングヘビ Black kingsnake
- Lampropeltis occipitolineata South Florida mole kingsnake
- Lampropeltis polyzona タイセイヨウミルクヘビ Atlantic Central American milksnake
- Lampropeltis pyromelana シロハナキングヘビ Arizona mountain kingsnake
- Lampropeltis rhombomaculata Mole kingsnake
- Lampropeltis ruthveni ルスベンキングヘビ Ruthvens kingsnake
- Lampropeltis splendida サバクキングヘビ Desert kingsnake
- Lampropeltis triangulum トウブミルクヘビ（ミルクヘビ） Eastern milksnake
- Lampropeltis webbi ウエッブキングヘビ Webb's kingsnake
- Lampropeltis zonata ヤマキングヘビ California mountain kingsnake

## 人間との関係
ペットとして飼育されることもあり、日本にも輸入されている。多くの種ないし亜種が飼育下で繁殖されている。